# Kosei Makiyama
Kosei Makiyama (japanisch 牧山 晃政 Makiyama Kosei; * 10. Dezember 2000 in der Präfektur Saga) ist ein japanischer Fußballspieler.

## Karriere
Kosei Makiyama erlernte das Fußballspielen in der Schulmannschaft der Higashi Fukuoka High School sowie in der Universitätsmannschaft der Kokushikan-Universität. Seinen ersten Profivertrag unterschrieb er am 1. Februar 2023 beim SC Sagamihara. Der Verein aus Sagamihara, einer Stadt in der Präfektur Kanagawa, spielt in der dritten japanischen Liga. Sein Drittligadebüt gab Kosei Makiyama am 4. März 2023 (1. Spieltag) im Heimspiel gegen Gainare Tottori. Bei der 2:3-Heimniederlage wurde er in der 58. Minute für Justin Toshiki Kinjō eingewechselt.